# Fon (bedrijf)

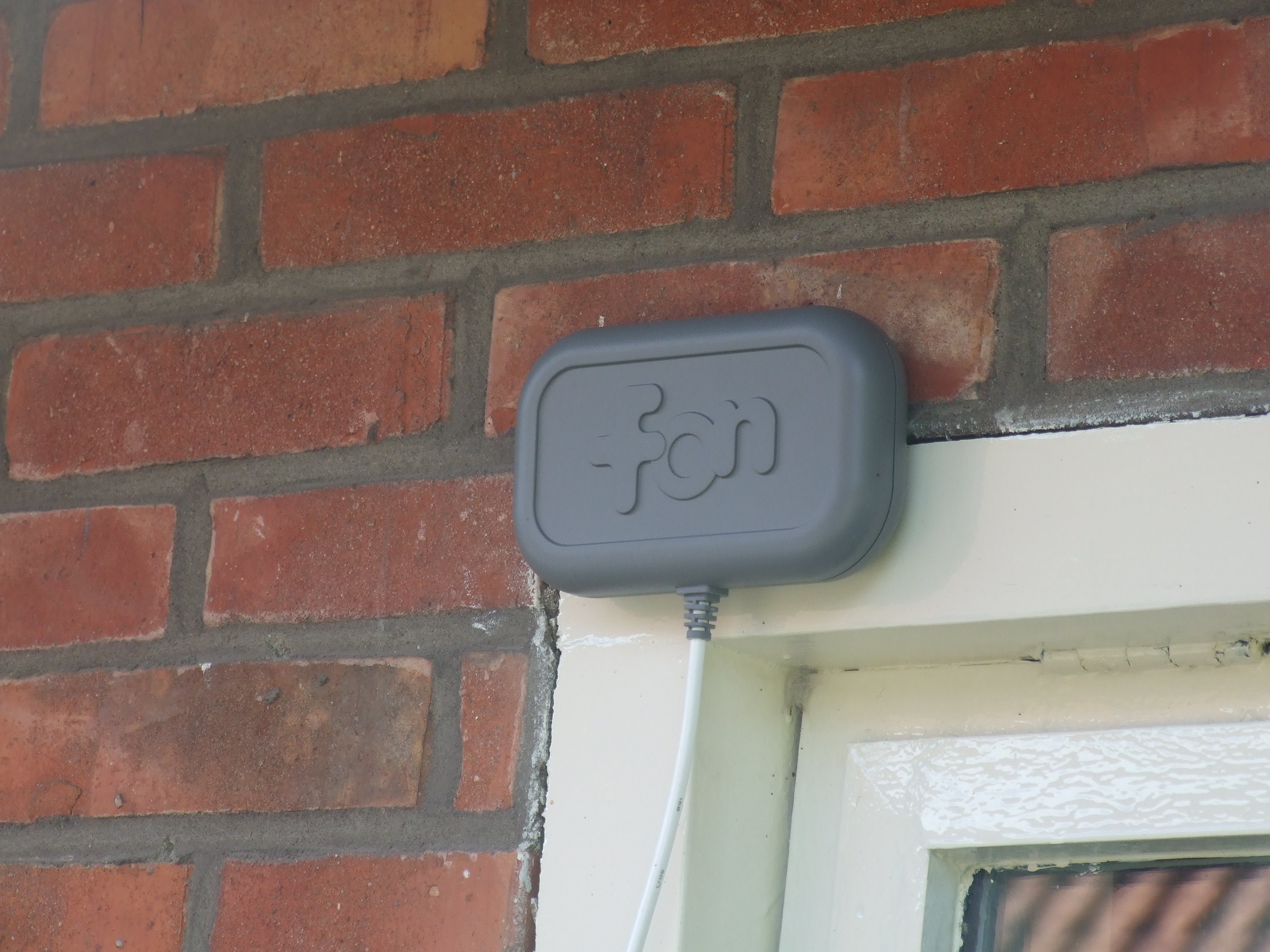
Een wifihotspot van Fon

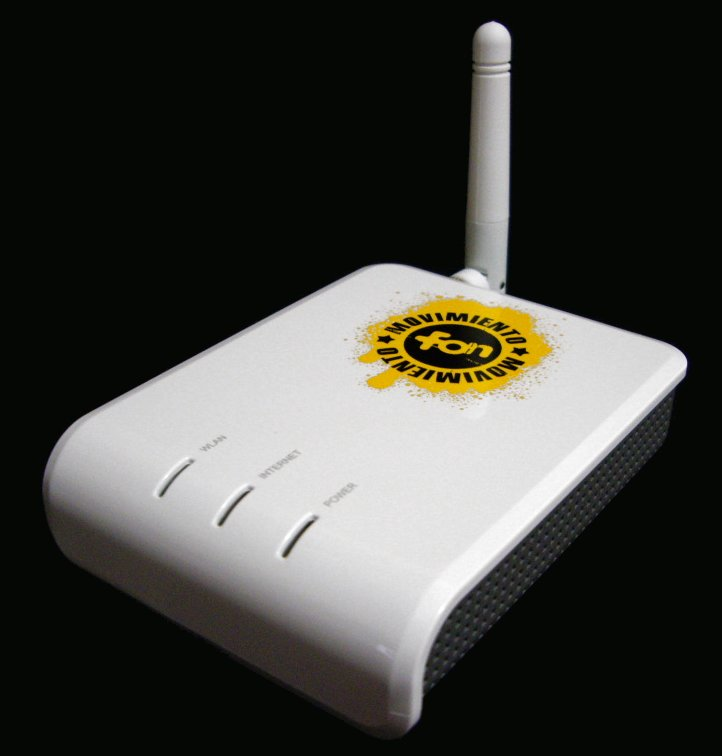
La Fonera

Fon is een Spaans bedrijf opgericht door Martín Varsavsky. Fon begon in 2005 met het opzetten van een wereldwijd wifinetwerk via apparaten die "foneras" werden genoemd. Leden, die het bedrijf "foneros" noemde, stemden ermee in om een deel van hun bandbreedte te delen als een wifisignaal, zodat ze verbinding konden maken met de hotspots van andere leden.
Later verlegde het bedrijf zijn focus naar het werken met mobiele operatoren en telecommunicatie-aanbieders. Het levert toegang en technologie aan carriers en dienstverleners. In 2023 omvatte het netwerk 23 miljoen wifihotspots.

## Samen delen internetaansluiting
De gebruikers stellen hun bestaande (breedbandige) internetaansluiting gratis of tegen betaling ter beschikking aan andere dichtbijwonende of langskomende gebruikers van het Fon-netwerk. Om hacken te voorkomen wordt de router (La Fonera) aangeboden die de internetaansluiting draadloos maakt en splitst in een privégedeelte en één opengesteld gedeelte voor openbaar gebruik via het Fon-netwerk door daartoe twee SSID-namen te verstrekken. Het privégedeelte wordt dan gecodeerd (beveiligd) en voor het 'openbare' Fon-gedeelte van de aansluiting moet apart ingelogd worden. Er kan zelf aangegeven worden hoe groot het gedeelte van de bandbreedte is dat door derden gebruikt kan worden.

## Gebruikers
Het 'leidmotief' is: "eigen internetverbinding openzetten in ruil voor toegang tot draadloze verbinding van andere leden". De leden ofwel gebruikers (=foneros) worden ingedeeld in categorieën:
- een Bill is iemand die deelt in de opbrengst van de Fon-spot wanneer niet-leden hier gebruik van maken (naar Bill Gates, grote man van Microsoft)
- een Linus is iemand die zijn breedband internet deelt, zonder daar geld voor te krijgen, maar hij kan zelf wel overal ter wereld gratis op het internet via een Fon-spot (naar Linus Torvalds, ontwikkelaar van het opensource-besturingssysteem Linux)
- een Alien is een (vreemde) gebruiker die zelf geen Fonera heeft draaien, die dus ook moet betalen voor internettoegang

Alle leden met een actieve Fon-spot kunnen overal ter wereld gratis gebruikmaken van de Fon-spots van andere leden.
Om Linus of Bill te worden, heb je een Fon-router nodig. 
De router kan ook gebruikt worden voor een eigen draadloos privénetwerk, dus het is in feite een voordelige wifirouter. Een router met korting ("invite") aanschaffen kan alleen als men wordt uitgenodigd door een andere fonero (iemand met een in werking zijnde Fon-router).

## Toegangsmogelijkheden
Een Linus mag gratis gebruikmaken van het Fon-netwerk. Voor anderen zijn voor een bepaald bedrag dagpassen verkrijgbaar. Betaling vindt plaats met behulp van een creditcard of PayPal, of de online tijd wordt per sms afgerekend. Een Bill ontvangt ongeveer 40% van wat een Alien besteedt. Per week kan er tien minuten gratis op het Fon-netwerk gesurft worden.

## Campagnes
Jan Karel Kleijn van het Zweedse bedrijf Result Strategy was tussen februari 2006 en mei 2008 betrokken bij de introductie in Nederland, België, Denemarken, Frankrijk, Zweden van het Fon-netwerk. Campagnepartners zijn of zijn geweest: Debitel, tijdschrift Sprout en zakennetwerk Xing.

## Aansluitingen
In het najaar van 2005 werd een en ander in gang gezet. Fon ging officieel van start in februari 2006. Het Fon-netwerk kende in februari 2007 250.000 geregistreerde leden met 100.000 hotspots wereldwijd, waarvan 15.000 in de Verenigde Staten, 11.000 in Spanje en 8.000 in Duitsland en 4.700 leden met 1.700 hotspots in Nederland en 1 in België. Via de eigen Fon-webpagina's en de koppeling met Google Maps kan worden gezocht waar actieve aansluitingen zich bevinden. In Europa zijn nu het Verenigd Koninkrijk en België dominant als het gaat om het aantal aansluitingen, met name door de samenwerking met providers. 
In 2011 begon Belgacom met het installeren van nieuwe versies van de VDSL B-Box-modem die standaard zijn uitgerust met Fon-software. Klanten van Belgacom kregen standaard een Fon-account waarmee ze in binnen- en buitenland gebruik konden maken van de Fon-hotspots. Hierdoor steeg in België het aantal hotspots en ook het aantal gebruikers in hoog tempo. Eind 2014 waren er bijna een miljoen Fonspots.
In januari 2013 kondigde KPN een exclusieve overeenkomst aan voor Nederland. In juli 2014 begon KPN met de uitrol van een landelijk netwerk van Fon-hotspots via de modems van haar klanten. Deze samenwerking werd beëindigd op 1 augustus 2020. KPN maakte vanaf die datum alleen nog gebruik van zijn eigen "hotspots".

## Ontwikkelingen

### Fonera
Sinds september 2006 is er een eigen ontwikkelde draadloze internetrouter beschikbaar: 'la Fonera'; voorheen werd gebruikgemaakt van een aangepaste Linksysrouter (WRT54GL). Vanaf november 2007 kwam er de Fonera + bij, die een doorvoermogelijkheid heeft voor een UTP-kabel.

### Fonera 2.0
Fonera 2.0 is een eigen draadloze internetrouter met ingebouwde USB-poort, waardoor up-/downloadmogelijkheden ontstaan via bijvoorbeeld GSpace van Google, BitTorrent of foto's via Flickr of video's via YouTube. Verdere applicaties bieden mogelijkheden voor een webcamaansluiting en voor webradio-ontvangst en het delen van bestanden en printers.

### Fontenna
Om het bereik van een Fonera te vergroten en daarmee de ontvangstdiameter van een Fon-hotspot te vergroten werd in mei 2007 de sectorale antenne "La Fontenna" geïntroduceerd.

### Draadloze internettelefonie
Nu is het met een draagbare internettelefoon al mogelijk om via bijvoorbeeld het Skype-protocol (of dat van een andere VoIP-aanbieder) en binnen het bereik van draadloze internettoegang via Fon gratis naar andere Skypegebruikers of (goedkoper) naar gebruikers van andere VoIP-aanbieder of naar gewone telefoonnummers te bellen. DeFi Mobile, een internationale gsm-provider, laat sinds september 2008 wereldwijd bellen via hotspots van Fon, Free-Hotspots en diverse gsm-netwerken.

## Voetnoten
1. ↑  Fon.com, geraadpleegd op 30 juli 2023
2. ↑  Proximus
3. ↑  KPN Fon - alleen nog NL wifi hotspots. Gearchiveerd op 19 januari 2021.
4. ↑  Introductie Fontenna op de weblog van Martín Varsavsky. Gearchiveerd op 22 april 2007. Geraadpleegd op 26 april 2007.